# Башер Севиџ
Башер Севиџ (енгл. Basher Savage) је британски позоришни, филмски и телевизијски глумац.
Завршио је глуму у Бристолској школи глуме Олд Вик, и блискоисточне језике на Оксфорду. Каријеру је почео у позоришту, а незнатну популарност је стекао 2008. године захваљујући епизодној улози у популарној ТВ–серији Госпођица Марпл. Године 2011. добио је малу улогу у научнофантастичном трилеру Гравитација, поред Сандре Булок и Џорџа Клунија.